# CDU Sachsen
Die CDU Sachsen ist ein Landesverband der CDU im Freistaat Sachsen und dort seit der Wende die dominierende Partei, die alle Ministerpräsidenten stellte. Mit rund 11.000 Mitgliedern ist sie Ende 2016 der größte Landesverband einer Partei in Sachsen und der größte Landesverband der CDU in Ostdeutschland. Landesvorsitzender ist seit dem 9. Dezember 2017 Michael Kretschmer.

## Geschichte

### Gründung
Bereits am 10. Juni 1945, früher als die Westalliierten in ihren Sektoren, hatte die Sowjetische Militäradministration in Deutschland (SMAD) die Etablierung antifaschistisch-demokratischer Parteien in der Sowjetischen Besatzungszone zugelassen, um über die Parteizentralen in Berlin den Prozess der Parteibildung in Deutschland zu beeinflussen.
Die CDU Sachsen wurde am 21. Juli 1945 als Christlich-Soziale Volkspartei in Dresden gegründet. Am 21. August erfolgte auf Wunsch der SMAD eine Umbenennung in Christlich Demokratische Union Deutschlands und die Lizenzierung als Landespartei. Als erster Vorsitzender wurde Hugo Hickmann gewählt, seine Stellvertreter wurden Friedrich Koring und Otto Freitag. Am 23/24. Februar 1946 fand der erste ordentliche Parteitag statt. Hickmann und seine Stellvertreter wurden bestätigt und Franz Jensch als weiterer Stellvertreter gewählt.
In der ersten Zeit vertrat die CDU Sachsen wie ihre Schwesterparteien im Westen eine christlich-soziale, auf parlamentarisch-demokratische Verhältnisse zielende Politik. Sie trat für die Wiedervereinigung Deutschlands ein und stand in ständiger Auseinandersetzung mit der KPD/SED und deren von der SMAD unterstütztem Führungsanspruch.
Am 13. Juni 1946 ernannte die SMAD als Vorparlament eine Beratende Versammlung. Die CDU Sachsen erhielt hier lediglich 10 von 70 Mandaten zugeteilt. Die Mehrheit wurde von SED-Mitgliedern gestellt.
Der Aufbau der Partei und die Wahl- bzw. Mitgliederwerbung wurde durch die SMAD systematisch behindert. Die CDU durfte zwar bei den Kommunalwahlen im Frühjahr 1946 kandidieren; ihre organisatorische Basis war durch verzögerte Zulassung der Ort- und Kreisverbände aber spürbar geschwächt. Der Leiter der Zensur- und Propagandaabteilung der SMAD, Sergei Iwanowitsch Tjulpanow, wies in einem Geheimbefehl die regionalen Abteilungen der SMAD an, „die Gründung bürgerlicher Parteigruppen formell nicht zu verbieten“. Stattdessen sollen „verschiedene formale Vorwände“ gefunden werden, „um auch weiterhin deren Zahl begrenzt zu halten“. Die Wirkung dieser Politik zeigte sich an der Entwicklung der Ortsgruppen der CDU Sachsen. Zwar war der flächendeckende Aufbau von CDU-Ortsgruppen bis Ende 1946 weitgehend abgeschlossen, doch eine erhebliche Anzahl durfte sich politisch nicht betätigen.
| Jahr          | Zahl der Ortsgruppen | davon registriert | davon nicht registriert |
| ------------- | -------------------- | ----------------- | ----------------------- |
| Dezember 1945 | 272                  |                   |                         |
| August 1946   | 1019                 | 592               | 427                     |
| Dezember 1946 | 1345                 | 753               | 592                     |
| Dezember 1947 | 1219                 | 801               | 318                     |
| Dezember 1947 | 1342                 |                   |                         |

Lediglich in 20 % der Gemeinden konnte die CDU Listen zur Kommunalwahl 1946 aufstellen, während die SED flächendeckend zugelassen war. Auch bezüglich der Zuteilung von Papier und Druckkapazitäten wurden die demokratischen Parteien klar benachteiligt. Dies betraf neben Flugblättern und Plakaten vor allem die CDU-Zeitung Die Union, deren Auflage durch Papierzuweisung künstlich niedrig gehalten wurde.
Auch bei der sächsischen Landtagswahl am 20. Oktober 1946 setzte sich die Politik der Behinderung durch die SMAD fort. Dennoch erhielt die CDU bei der Wahl 23,3 % der Stimmen und 28 Mandate im Sächsischen Landtag. Angesichts der Umstände der Wahl wurde die Tatsache, dass die SED keine absolute Mehrheit erhalten hatte, als schwere Niederlage gewertet.
Die inhaltliche Parteiarbeit unterlag der Überwachung durch SMAD und SED. Voraussetzung für die Zulassung war die Bereitschaft gewesen, im Demokratischen Block mitzuarbeiten. Dieser war in Sachsen auf Landesebene am 29. August 1945 gegründet worden und umfasste die vier zugelassenen Parteien. Der Block diente der Abstimmung der politischen Positionen der Parteien und wirkte als ein Instrument, mit dem die SMAD eine wirksame Opposition gegen die SED verhinderte. Die SMAD war auch mit Verbindungsoffizieren auf allen Sitzungen der CDU-Fraktion im Landtag vertreten. Eine vertrauliche Beratung war so unmöglich.
Die SMAD nahm auch Einfluss auf die Personalpolitik der sächsischen CDU. So musste der Landesgeschäftsführer der CDU Sachsen, Hermann Voigt im Oktober 1946 auf Druck der SMAD seinen Rücktritt einreichen.
Ebenfalls eingeschränkt war die Zusammenarbeit der CDU-Landesverbände untereinander. Auf Ebene der SBZ bestand die Christlich-Demokratische Union Deutschlands. Eine gesamtdeutsche CDU konnte es aufgrund der Lizenzbestimmungen der Besatzungsmächte nicht geben. Bis zur Gleichschaltung der Ost-CDU erfolgte die reichsweite Koordinierung der politischen Arbeit der Union im „Zonenverbindungsausschuss“. An der Mitwirkung hier wurden die CDU-Vertreter der SBZ durch die SMAD gehindert.

### Gleichschaltung und Blockpartei

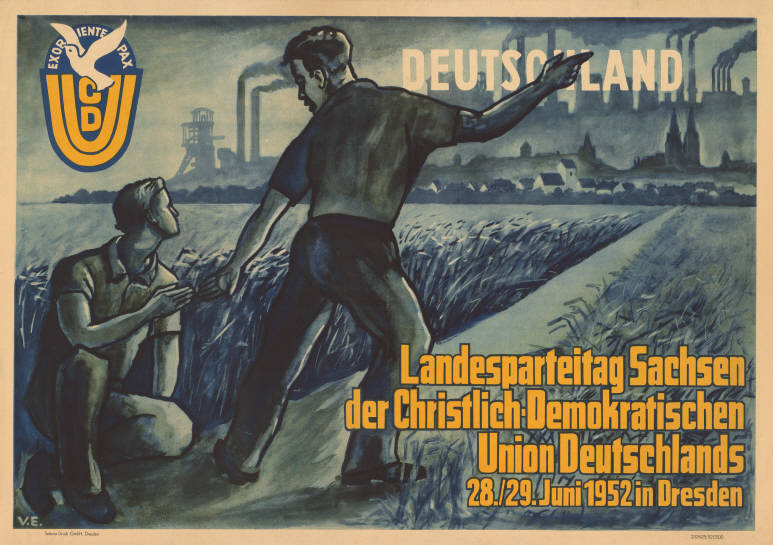
Einladungsplakat zum Landesparteitag 1952

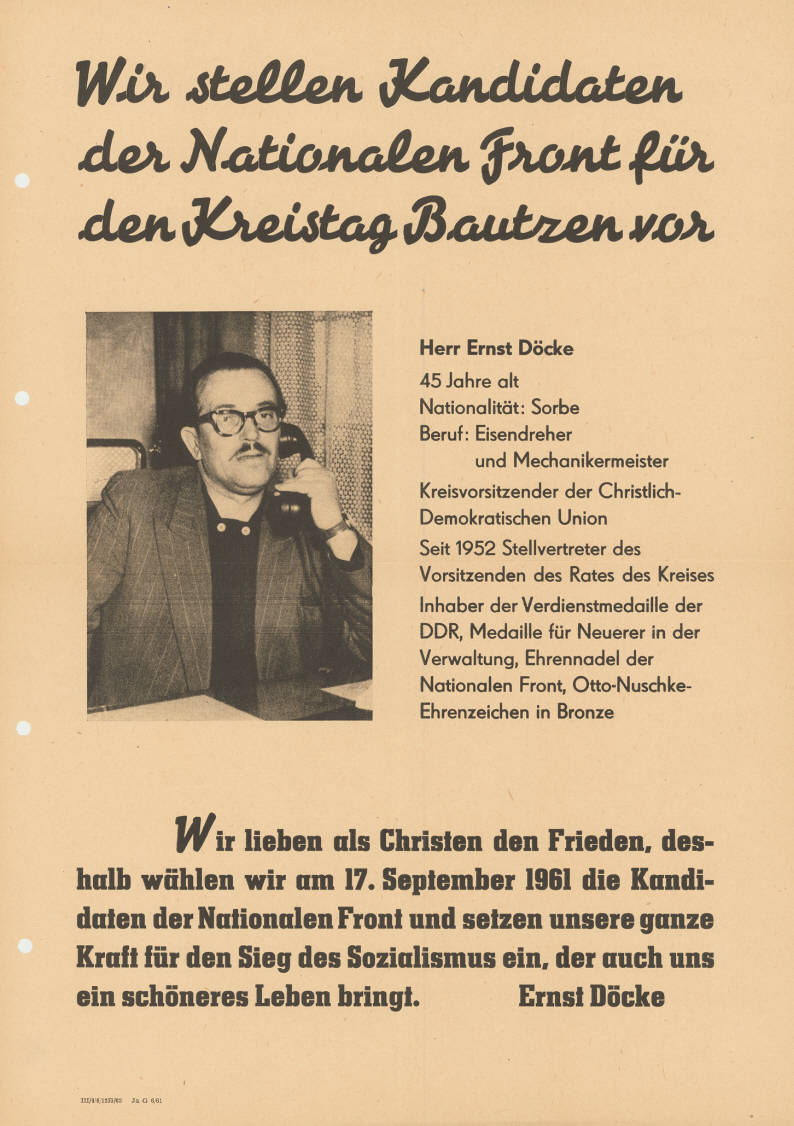
Wahlwerbung für einen CDU-Kandidaten der Nationalen Front, 1961

Mit der Absetzung Jakob Kaisers als Vorsitzender der CDU in der SBZ wurden auch in Sachsen die Möglichkeiten der Parteiarbeit weiter eingeschränkt. Ab Februar 1948 durften in Sachsen nur noch CDU-Versammlungen durchgeführt werden, nachdem die SMAD die Reden und Erklärungen vorher genehmigt hatte. Hierdurch sollten Solidaritätsadressen zu Kaiser verhindert werden. Hickmann betrieb eine Politik des Nachgebens und der Kompromisse und versuchte, die kleiner werdenden Freiräume der Partei zu nutzen. Dennoch betonte die sächsische CDU ihre Eigenständigkeit. So lehnte die CDU im Landtag 1948 z. B. die Verstaatlichung der Kinos ab und forderte freie Wahlen für 1949.
Dass Hickmann im sächsischen Landesvorstand am 6. Januar 1950 die Führungsrolle der SED in Frage stellte und davor warnte, dass die Politik der SED zu einer Teilung Deutschlands führte, war der Anlass für heftige Angriffe gegen ihn. Die SED beschimpfte ihn als „Handlanger der westdeutschen CDU“ und des „anglo-amerikanischen Imperialismus“. Am 23. Januar 1950 wurde der Druck erneut erhöht: SED-Mitglieder besetzten die Landesgeschäftsstelle der CDU in Dresden und drohten mit der Ermordung Hickmanns. Am 30. Januar 1950 trat Hickmann von seinen Parteiämtern zurück. Viele Abgeordnete und Vorstandsmitglieder flohen in der Folge in den Westen, so z. B. der Schatzmeister des Landesverbandes, Walter Bergmann, der Leiter der CDU-Bildungsstätte in Blankenburg/Harz, Josef Bock, der Landtagsabgeordnete Carl Günther Ruland und Finanzminister Gerhard Rohner. Andere Vorstandsmitglieder wie Bernhard Singer blieben zwar in der DDR, verloren aber ihre Parteiämter und Mandate. Im Sommer 1950 wurde Hickmann aus der mittlerweile weitestgehend gleichgeschalteten sächsischen CDU ausgeschlossen.
Sein Nachfolger als Parteivorsitzender wurde Josef Rambo. Er amtierte vom Juni 1950 bis zu seiner Flucht im September des gleichen Jahres. Auch diese Flucht führte zu einer neuen Säuberungswelle. Weitere Abgeordnete und Vorstandsmitglieder wie der sächsische Minister für Handel und Versorgung Georg Knabe oder Liselotte Pieser verließen 1951 die DDR.
Die geflohenen CDU-Mitglieder aus Sachsen organisierten sich im Westen in der Landsmannschaft Sachsen der Exil-CDU. Sprecher der Landsmannschaft war 1950 bis 1962 Ernst-Günter Haß.
Mit Rudolph Schulze (Versorgung und Landwirtschaft) und Carl Ulbricht (Finanzminister) stellte die zur Blockpartei gewordene CDU Sachsen auch weiterhin zwei Minister im sächsischen Kabinett.
Mit der Auflösung der Länder in der DDR endete bis 1990 auch die Geschichte der CDU Sachsen. Zur weiteren Geschichte der Blockpartei CDU siehe hier.

### Nach der Wende

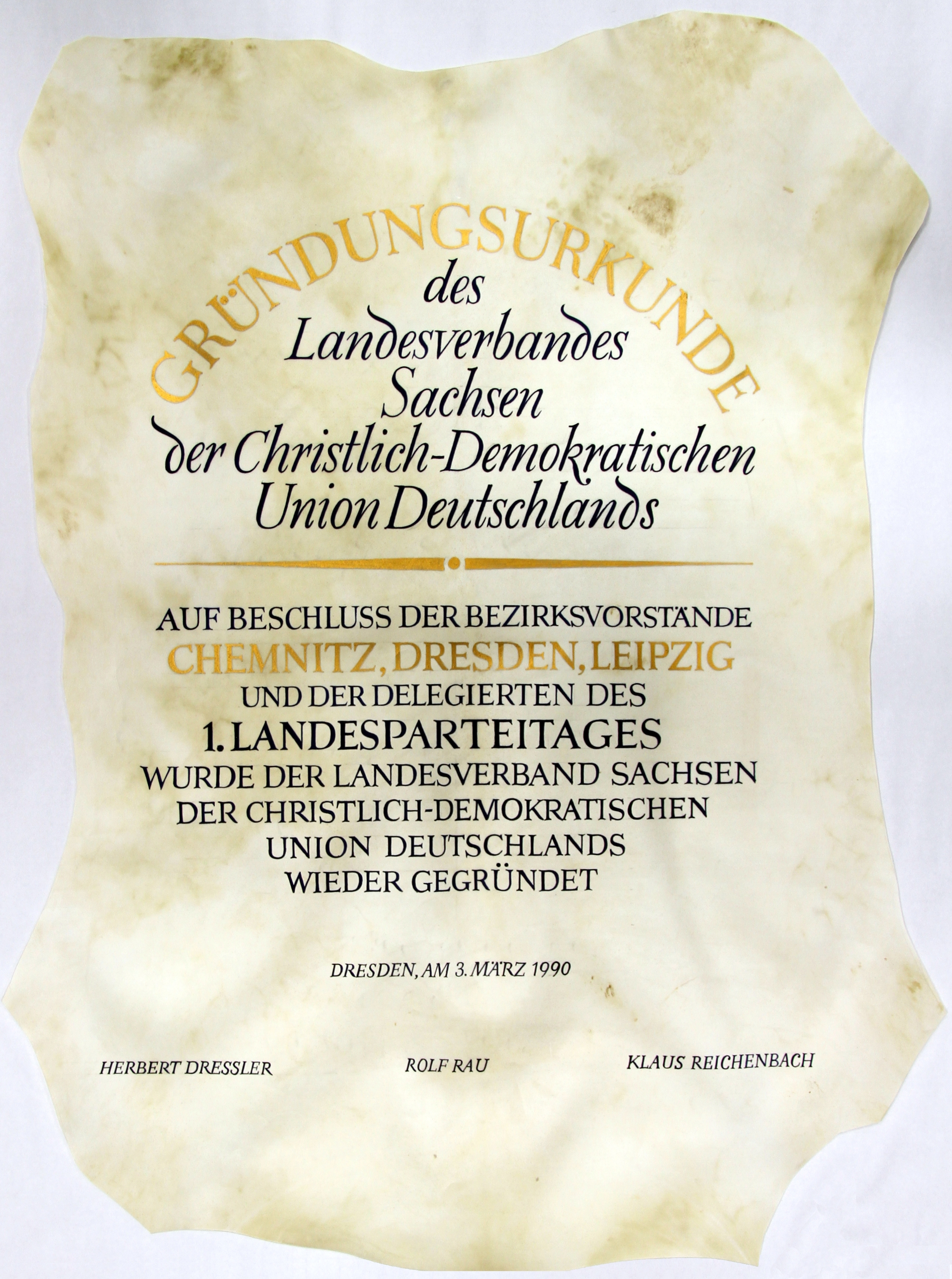
Gründungsurkunde der CDU Sachsen 1990

Die Wende ermöglichte es der Ost-CDU, aus der aufgezwungenen Rolle als Blockpartei auszubrechen und wieder eine selbstbestimmte Politik zu betreiben. Am 3. März 1990 wurde der Landesverband Sachsen auf dem ersten Landesparteitag in Dresden neu gegründet und Klaus Reichenbach mit 82 % der Delegiertenstimmen als Vorsitzender gewählt. Sein Gegenkandidat Arnold Vaatz erhielt 18 %.
Der am 23. Juni 1990 gegründete sächsische Landesverband des Demokratischen Aufbruchs unter Vorsitz von Horst Rasch wurde mit Beschluss der Mehrheitsfraktion des sächsischen Demokratischen Aufbruchs am 28. Juli und dem Beschluss des 2. Landesparteitags der CDU am 1. September 1990 auf die CDU verschmolzen. Auch der Landesverband der DBD wurde am gleichen Tag auf die CDU verschmolzen.
Bei der Landtagswahl am 14. Oktober 1990 erhielt die CDU eine absolute Mehrheit der Stimmen und 92 Mandate im Landtag. Am 27. Oktober wurde Kurt Biedenkopf vom Landtag zum Ministerpräsidenten gewählt. Auch Biedenkopfs Nachfolger waren (Stand Mai 2020) ausschließlich CDU-Politiker (Liste hier). Biedenkopf war 1991 bis 1995 auch Vorsitzender der CDU Sachsen.
Auch bei der Landtagswahl am 11. September 1994 erhielt die CDU 58,1 % der Stimmen und 77 der 120 Landtagssitze. Dies war ihr bis heute bestes Ergebnis in Sachsen sowie ihr bestes Ergebnis bei Landtagswahlen in Deutschland überhaupt. Biedenkopf blieb Ministerpräsident; 1995 gab er den Landesvorsitz der CDU an Fritz Hähle ab.
Bei der Landtagswahl am 19. September 1999 erhielt die CDU 56,9 % der Stimmen und 76 Landtagssitze.
Mit über 60 Prozent der Sitze war die CDU Sachsen sowohl in der zweiten als auch der dritten Legislaturperiode die (in Relation zu den Gesamtsitzen gesehen) größte CDU-Landtagsfraktion, die es bisher in Deutschland gab.
Am 15. September 2001 wurde Georg Milbradt bei einem Sonderparteitag Vorsitzender der CDU Sachsen. Biedenkopf hatte Landwirtschaftsminister Steffen Flath favorisiert; Milbradt hatte die Kampfabstimmung gegen Flath gewonnen.
Am 16. Januar 2002 erklärte Biedenkopf seinen Rücktritt als Ministerpräsident zum 18. April 2002. Im März 2002 nominierte die CDU Sachsen Milbradt als Kandidat für das Amt des Ministerpräsidenten; am 18. April 2002 wurde Milbradt vom Landtag gewählt (→ Kabinett Milbradt I).
Bei der Landtagswahl am 19. September 2004 erhielt die CDU nur noch 41,1 % der Stimmen und 55 von 124 Landtagssitzen.
Zu einer Koalition mit der FDP fehlte ein Landtagssitz. CDU und SPD bildeten eine Koalition und wählten am 10. November 2004 Milbradt erneut zum Ministerpräsidenten (→ Kabinett Milbradt II).

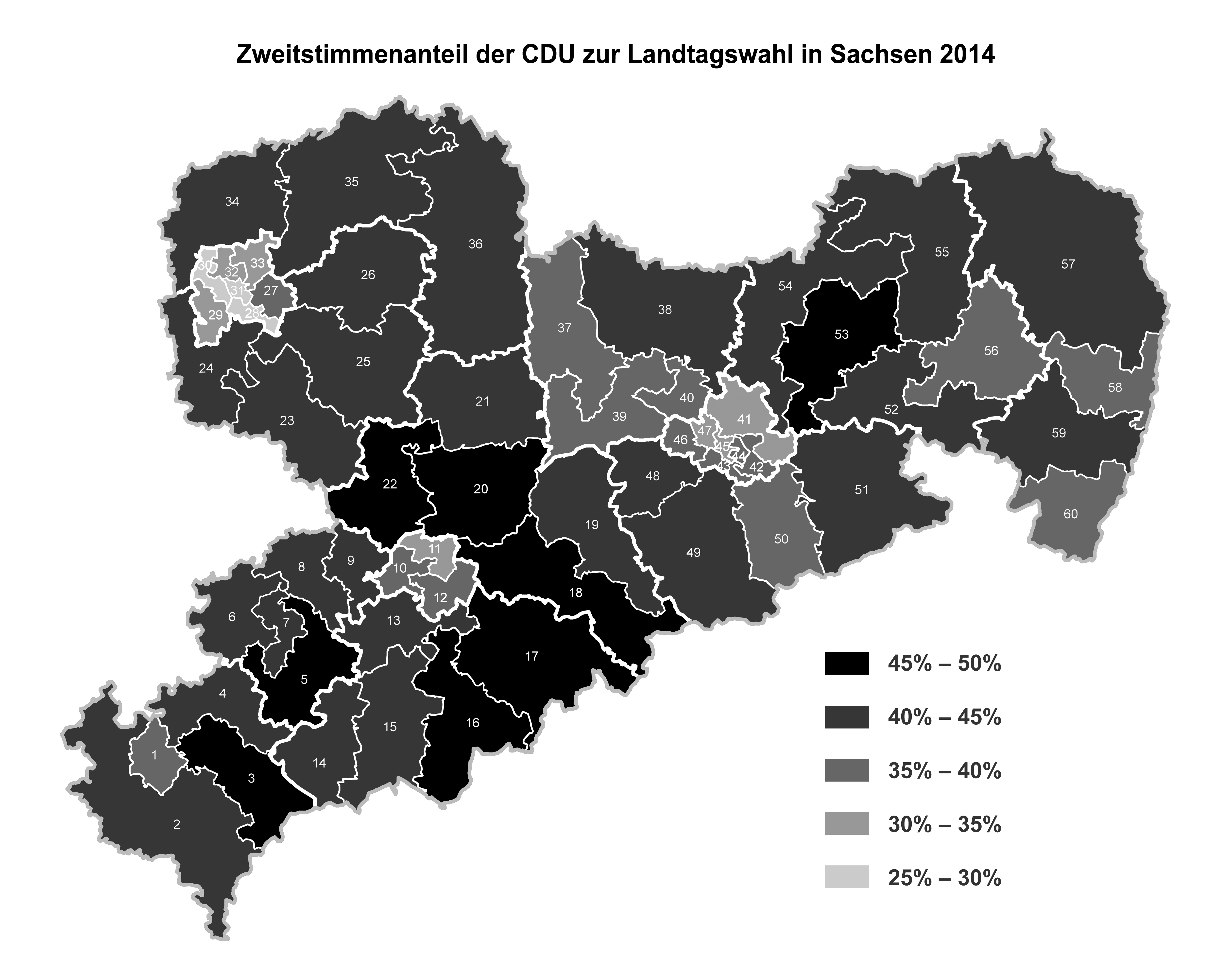
Zweitstimmenanteil der CDU zur Landtagswahl in Sachsen 2014

Stanislaw Tillich wurde am 24. Mai 2008 neuer CDU-Landesvorsitzender und am 28. Mai 2008 auch Ministerpräsident des Freistaates Sachsen.
Bei der Landtagswahl 2009 erhielt die CDU, nun erstmals mit Tillich als Spitzenkandidat, 40,1 % der Stimmen. Sie gewann 58 der 60 Direktwahlkreise. CDU und FDP Sachsen bildeten eine Koalition (Kabinett Tillich II).
Spitzenkandidat zur Landtagswahl am 31. August 2014 war erneut Tillich. Die CDU gewann 59 der 60 Direktwahlkreise und erhielt 39,4 % der Zweitstimmen. Wegen des Ausscheidens der FDP aus dem Sächsischen Landtag musste sich die CDU einen neuen Koalitionspartner suchen. Nach Sondierungsgesprächen mit den Grünen und der SPD bildeten CDU und SPD eine Koalition. Der Koalitionsvertrag wurde am 10. November 2014 im Ständehaus von beiden Seiten unterzeichnet, Ministerpräsident Stanislaw Tillich am 12. November 2014 von den Mitgliedern des 6. Sächsischen Landtags gewählt und das Kabinett Tillich III am 13. November 2014 berufen.
Im Oktober 2017 kündigte Stanislaw Tillich seinen Rücktritt als Ministerpräsident und Landesvorsitzender an. Als Nachfolger schlug er für beide Ämter Michael Kretschmer vor. Am 9. Dezember 2017 wurde Kretschmer auf dem 32. Landesparteitag in Löbau mit 90,1 Prozent zum neuen Landesvorsitzenden gewählt. Seine Wahl zum Ministerpräsidenten des Freistaates Sachsen erfolgte am 13. Dezember 2017 im Sächsischen Landtag (Kabinett Kretschmer I). Auch bei der Landtagswahl 2019 wurde die CDU trotz großer Verluste erneut stärkste Kraft. Die schwarz-rote Koalition verfügte allerdings über keine Mehrheit mehr, sodass eine schwarz-grün-rote Koalition gebildet wurde (Kabinett Kretschmer II). Bei der Landtagswahl 2024 wurde die CDU knapp vor der AfD erneut stärkste Kraft. Anschließend bildete Ministerpräsident Kretschmer eine schwarz-rote Minderheitsregierung (Kabinett Kretschmer III).
Auf kommunaler Ebene gibt es informelle Kooperationen mit der AfD.
|  |  |  |

## Organisation

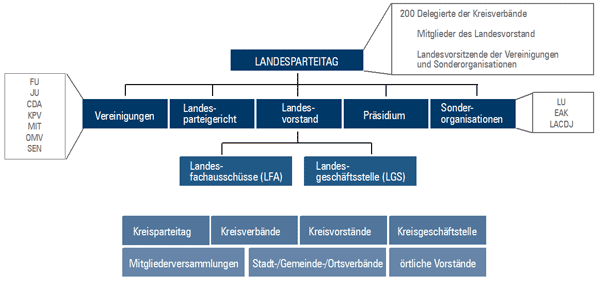
Parteistruktur CDU Sachsen

### Landesparteitag
Das oberste politische Organ der CDU Sachsen ist der Landesparteitag. Er setzt sich zusammen aus dem
Landesvorstand, den Vorsitzenden oder Stellvertretern der Vereinigungen und Sonderorganisationen sowie 200
Delegierten der Kreisverbände. Die insgesamt etwa 230 bis 240 stimmberechtigten Mitgliedern wählen
den Landesvorstand, das Präsidium und das Landesschiedsgericht.
| Nr.                               | Datum               | Ort                   | Landesvorsitzender | Wahlergebnis | Generalsekretär    | Wahlergebnis |
| --------------------------------- | ------------------- | --------------------- | ------------------ | ------------ | ------------------ | ------------ |
| 1. Landesparteitag                | 3. März 1990        | Dresden               | Klaus Reichenbach  | 82,4 %       |                    |              |
| 2. Landesparteitag                | 1. September 1990   | Dresden               |                    |              |                    |              |
| 3. Landesparteitag                | 22.–23. Juni 1991   | Hoyerswerda           |                    |              |                    |              |
| 4. Landesparteitag                | 26. Oktober 1991    | Görlitz               |                    |              |                    |              |
| 1. Sonderparteitag                | 7. Dezember 1991    | Annaberg              | Kurt Biedenkopf    | 80,3 %       |                    |              |
| 5. Landesparteitag                | 10. Oktober 1992    | Riesa                 |                    |              |                    |              |
| 6. Landesparteitag                | 9.–10. Oktober 1993 | Chemnitz              | Kurt Biedenkopf    | 98,0 %       |                    |              |
| 7. Landesparteitag                | 13. August 1994     | Dresden               |                    |              |                    |              |
| 8. Landesparteitag                | 28. Oktober 1995    | Pirna                 | Fritz Hähle        | 87,0 %       | Steffen Flath      | 85,4 %       |
| 9. Landesparteitag                | 26. Oktober 1996    | Delitzsch             |                    |              |                    |              |
| 10. Landesparteitag               | 25. Oktober 1997    | Markneukirchen        | Fritz Hähle        | 86,0 %       | Steffen Flath      | 80,8 %       |
| 11. Landesparteitag               | 12. Dezember 1998   | Riesa                 |                    |              |                    |              |
| 12. Landesparteitag               | 10. Juli 1999       | Leipzig               |                    |              |                    |              |
| 13. Landesparteitag               | 6. November 1999    | Döbeln                | Fritz Hähle        | 60,7 %       | Frank Kupfer       | 87,1 %       |
| 14. Landesparteitag               | 25. November 2000   | Rietschen             |                    |              |                    |              |
| 15. Landesparteitag               | 15. September 2001  | Glauchau              | Georg Milbradt     | 57,7 %       | Hermann Winkler    | 75,6 %       |
| 2. Sonderparteitag                | 9. März 2002        | Dresden               |                    |              |                    |              |
| 16. Landesparteitag (ausgefallen) | 24. August 2002     | Leipzig               |                    |              |                    |              |
| 16. Landesparteitag               | 20. September 2003  | Grimma                | Georg Milbradt     | 89,9 %       | Hermann Winkler    | 81,8 %       |
| 17. Landesparteitag               | 28. August 2004     | Chemnitz              |                    |              |                    |              |
| 3. Sonderparteitag                | 6. November 2004    | Dresden               |                    |              |                    |              |
| 18. Landesparteitag               | 23. April 2005      | Bad Düben             |                    |              |                    |              |
| 19. Landesparteitag               | 5. November 2005    | Schwarzenberg/Erzgeb. | Georg Milbradt     | 76,9 %       | Michael Kretschmer | 88,5 %       |
| 20. Landesparteitag               | 7. Oktober 2006     | Pirna                 |                    |              |                    |              |
| 21. Landesparteitag               | 15. September 2007  | Mittweida             | Georg Milbradt     | 73,8 %       | Michael Kretschmer | 83,0 %       |
| 22. Landesparteitag               | 24. Mai 2008        | Zwickau               | Stanislaw Tillich  | 97,7 %       | Michael Kretschmer | 82,7 %       |
| 23. Landesparteitag               | 16. Mai 2009        | Leipzig               |                    |              |                    |              |
| 4. Sonderparteitag                | 19. September 2009  | Dresden               |                    |              |                    |              |
| 24. Landesparteitag               | 14. November 2009   | Chemnitz              | Stanislaw Tillich  | 94,2 %       | Michael Kretschmer | 82,4 %       |
| 25. Landesparteitag               | 6. November 2010    | Bautzen               |                    |              |                    |              |
| 26. Landesparteitag               | 26. November 2011   | Plauen                | Stanislaw Tillich  | 89,6 %       | Michael Kretschmer | 79,4 %       |
| 27. Landesparteitag               | 17. November 2012   | Leipzig               |                    |              |                    |              |
| 28. Landesparteitag               | 9. November 2013    | Chemnitz              | Stanislaw Tillich  | 95,7 %       | Michael Kretschmer | 82,6 %       |
| 29. Landesparteitag               | 28. Juni 2014       | Dresden               |                    |              |                    |              |
| 5. Sonderparteitag                | 7. November 2014    | Radebeul              |                    |              |                    |              |
| 30. Landesparteitag               | 14. November 2015   | Neukieritzsch         | Stanislaw Tillich  | 83,3 %       | Michael Kretschmer | 78,8 %       |
| 31. Landesparteitag               | 5. November 2016    | Glauchau              |                    |              |                    |              |
| 32. Landesparteitag               | 9. Dezember 2017    | Löbau                 | Michael Kretschmer | 90,1 %       | Alexander Dierks   | 83,3 %       |

### Landesvorstand
Der Landesvorstand ist neben dem Landesparteitag das zweite Organ der CDU Sachsen. Er leitet den Landesverband. Ihm gehören als vom Landesparteitag gewählte Mitglieder der Landesvorsitzende, drei stellvertretende Vorsitzende, der Generalsekretär und der Schatzmeister sowie 20 Beisitzer an. Daneben gibt es weitere Mitglieder kraft Satzung und mit beratender Funktion.
| Vorsitzender                 | Michael Kretschmer |
| Stellvertretende Vorsitzende | Barbara Klepsch, Christian Hartmann, Steffen Zenner, Sandra Gockel |
| Generalsekretär              | Tom Unger |
| Schatzmeister                | Matthias Grahl |
| Mitgliederbeauftragte        | Bianca Erdmann-Reusch |
| Beisitzer                    | Sandra Bahn, Lutz Barthel, Georg-Ludwig von Breitenbuch, Marcel Gröschel, Heike Helbig, Jens Lehmann, Susan Leithoff, Gerald Otto, Sophie Pojar, Agata Reichel-Tomczak, Julien Reiter, Dr. Matthias Rößler, Dr. Christiane Schenderlein, Marko Schiemann, Thomas Schmidt, Armin Schuster, Michael Specht, Johanna Stampfer, Octavian Ursu, Stephan Weinrich |
| Mitglieder kraft Satzung     | Michael Kretschmer, Ministerpräsident des Freistaates Sachsen Christian Hartmann, Vorsitzender der CDU-Fraktion des Sächsischen Landtages Alexander Dierks, Präsident des Sächsischen Landtages Carsten Körber, Vorsitzender der Landesgruppe Sachsen der CDU/CSU-Bundestagsfraktion |
| Beratende Mitglieder         | Julian Schiebe, Landesvorsitzender der Jungen Union Sandra Gockel, Landesvorsitzende der Frauen Union Alexander Krauß, Landesvorsitzender der Christlich-Demokratischen Arbeitnehmerschaft Stephan Weinrich, Landesvorsitzender der Kommunalpolitischen Vereinigung Nora Seitz, Landesvorsitzende der Mittelstands- und Wirtschaftsvereinigung Kai Hähner, Landesvorsitzender der Ost- und Mitteldeutschen Vereinigung Frank Vogel, Landesvorsitzender der Senioren Union (komm.) Lars Rohwer, Landesvorsitzender des Evangelischen Arbeitskreises Marko Schiemann, Landesvorsitzender des Landesarbeitskreises Christlich-Demokratischer Juristen |
| Ständige Gäste               | Michael Kretschmer, Stellvertreter Bundesvorsitzender im Bundesvorstand der CDU Jessica Steiner, Besitzerin im Bundesvorstand der CDU Johannes Handschumacher, Vorsitzender des Landesparteigerichtes Frank Hirche, Vorsitzender des Landesverbandes der Vertriebenen und Spätaussiedler im Freistaat Sachsen / Schlesische Lausitz Zinar Eibach, Landesvorsitzender des Rings Christlich-Demokratischer Studenten Heiko Petzold, Landesvorsitzender der Organisation Lesben und Schwule in der Union Mathias Kretschmer, Landesvorsitzender des Katholischen Arbeitskreises                                                                       |

### Landesfachausschüsse
Auf Landesebene bestehen aktuell 9 Landesfachausschüsse, die die inhaltliche Arbeit unterstützen. Sie werden vom Landesvorstand für die Dauer einer Legislaturperiode eingesetzt.
| Landesfachausschuss             | Vorsitz             |
| ------------------------------- | ------------------- |
| Bildung und Wissenschaft        | Sandra Gockel       |
| Europa                          | Martin Modschiedler |
| Familie und Jugend              | Ines Saborowski     |
| Gesundheit                      | Alexander Krauß     |
| Inneres                         | Ronny Wähner        |
| Kultur und Medien               | Andreas Nowak       |
| Ländlicher Raum                 | Peter Jahr          |
| Netzpolitik und Digitale Agenda | Nora Schneider      |
| Sport                           | Wolf-Diedrich Rost  |
| Umwelt- und Energie             | Sebastian Fischer   |
| Wirtschaft und Innovat          | Markus Reichel      |

### Kreisverbände
Die CDU Sachsen gliedert sich entsprechend der Verwaltungsstruktur des Freistaates Sachsen in 13 Kreisverbände, die sich wiederum aus Stadt-, Gemeinde- und Ortsverbänden zusammensetzen.
| Kreisverband                                  | Vorsitz                      | Sitz              |
| --------------------------------------------- | ---------------------------- | ----------------- |
| Kreisverband Chemnitz                         | Frank Heinrich               | Chemnitz          |
| Kreisverband Dresden                          | Christian Hartmann           | Dresden           |
| Kreisverband Leipzig                          | Andreas Nowak                | Leipzig           |
| Kreisverband Bautzen                          | Michael Harig                | Bautzen           |
| Kreisverband Erzgebirge                       | Frank Vogel                  | Annaberg-Buchholz |
| Kreisverband Görlitz                          | Florian Oest                 | Görlitz           |
| Kreisverband Landkreis Leipzig                | Georg-Ludwig von Breitenbuch | Borna             |
| Kreisverband Meißen                           | Ulrich Reusch                | Großenhain        |
| Kreisverband Mittelsachsen                    | Sven Liebhauser              | Freiberg          |
| Kreisverband Nordsachsen                      | Christiane Schenderlein      | Delitzsch         |
| Kreisverband Sächsische Schweiz-Osterzgebirge | Peter Darmstadt              | Pirna             |
| Kreisverband Vogtland                         | Sören Voigt                  | Falkenstein       |
| Kreisverband Zwickau                          | Carsten Michaelis            | Zwickau           |

### Vereinigungen und Sonderorganisationen
| Vereinigung                                                       | Vorsitz            |
| ----------------------------------------------------------------- | ------------------ |
| Junge Union (JU)                                                  | Julian Schiebe     |
| Frauen-Union (FU)                                                 | Sandra Gockel      |
| Christlich-Demokratische Arbeitnehmerschaft (CDA)                 | Alexander Krauß    |
| Kommunalpolitische Vereinigung der CDU und CSU Deutschlands (KPV) | Rico Anton         |
| Mittelstands- und Wirtschaftsvereinigung (MIT)                    | Nora Seitz         |
| Ost- und Mitteldeutsche Vereinigung (OMV)                         | Jörg Kiesewetter   |
| Senioren-Union (SU)                                               | Klaus Leroff       |
| Sonderorganisation                                                | Vorsitz            |
| Land-Union (LU)                                                   | Peter Jahr         |
| Evangelischer Arbeitskreis (EAK)                                  | Christian Schramm  |
| Landesarbeitskreis Christlich-Demokratischer Juristen (LACDJ)     | Marko Schiemann    |
| Sonstige Gruppe                                                   | Vorsitz            |
| Ring Christlich-Demokratischer Studenten (RCDS)                   | Zinar Eibach       |
| Christdemokraten für das Leben (CDL)                              | Daniel Kästner     |
| Katholischer Arbeitskreis (KA)                                    | Mathias Kretschmer |
| Lesben und Schwule in der Union (LSU)                             | Heiko Petzold      |

## Programm
Derzeit beschreiben drei größere Programme die Ziele und Positionen der CDU Sachsen.
Das Grundsatzprogramm „Sachsen dienen – Zukunft sichern. Innovation, Wohlstand, Gerechtigkeit“ beschreibt Grundsätze und Programm der CDU Sachsen und wurde am 26. November 2011 auf dem 26. Landesparteitag in Plauen beschlossen.
Das Regierungsprogramm „Mit Mut. Mit Weitsicht. Miteinander“ für die Jahre 2014–2019 wurde auf dem 29. Landesparteitag am 28. Juni 2014 in Dresden beschlossen. Es war das Wahlprogramm der CDU Sachsen für die Landtagswahl am 31. August 2014.
Nach der Landtagswahl 2014 fand die Partei in der SPD Sachsen einen Koalitionspartner für die Legislaturperiode 2014–2019. Beide Parteien einigten sich auf den gemeinsamen Koalitionsvertrag „Sachsens Zukunft gestalten“. Die Basis der CDU stimmte auf dem 5. Sonderparteitag am 7. November 2014 in Radebeul dem Vertrag ohne Gegenstimmen bei zwei Enthaltungen zu. Der Vertrag wurde am 10. November 2014 vom CDU-Landesvorsitzenden Ministerpräsident Stanislaw Tillich, dem CDU-Fraktionsvorsitzenden Frank Kupfer und dem damaligen SPD-Landes- und Fraktionsvorsitzenden Martin Dulig im Ständehaus in Dresden unterzeichnet.
Zusätzlich zu diesen drei größeren Programmen verabschiedet der Landesvorstand und der Landesparteitag in unregelmäßigen Abständen Papiere zu aktuellen politischen Themen.

## Wahlergebnisse

### Ergebnisse bei Landtagswahlen
| Ergebnisse bei Landtagswahlen | Ergebnisse bei Landtagswahlen | Ergebnisse bei Landtagswahlen | Ergebnisse bei Landtagswahlen | Ergebnisse bei Landtagswahlen | Ergebnisse bei Landtagswahlen |
| Jahr                          | Stimmen                       | Prozent                       | Direktmandate                 | Sitze                         | Spitzenkandidat               |
| ----------------------------- | ----------------------------- | ----------------------------- | ----------------------------- | ----------------------------- | ----------------------------- |
| 1990                          | 1.417.3320                    | 53,8 %                        | 80/80                         | 92/160                        | Kurt Biedenkopf               |
| 1994                          | 1.199.8830                    | 58,1 %                        | 60/60                         | 77/120                        | Kurt Biedenkopf               |
| 1999                          | 1.231.2540                    | 56,9 %                        | 60/60                         | 76/120                        | Kurt Biedenkopf               |
| 2004                          | 0855.2030                     | 41,1 %                        | 55/60                         | 55/124                        | Georg Milbradt                |
| 2009                          | 0722.9830                     | 40,2 %                        | 58/60                         | 58/132                        | Stanislaw Tillich             |
| 2014                          | 0645.3440                     | 39,4 %                        | 59/60                         | 59/126                        | Stanislaw Tillich             |
| 2019                          | 0695.4940                     | 32,1 %                        | 41/60                         | 45/119                        | Michael Kretschmer            |
| 2024                          | 0749.1140                     | 31,9 %                        | 27/60                         | 41/120                        | Michael Kretschmer            |

### Ergebnisse bei Bundestagswahlen
| Ergebnisse bei Bundestagswahlen | Ergebnisse bei Bundestagswahlen | Ergebnisse bei Bundestagswahlen | Ergebnisse bei Bundestagswahlen | Ergebnisse bei Bundestagswahlen | Ergebnisse bei Bundestagswahlen |
| Jahr                            | Stimmen                         | Prozent                         | Direktmandate                   | Sitze                           | Spitzenkandidat                 |
| ------------------------------- | ------------------------------- | ------------------------------- | ------------------------------- | ------------------------------- | ------------------------------- |
| 1990                            | 1.376.0550                      | 49,5 %                          | 21/21                           | 21/40                           | Klaus Reichenbach               |
| 1994                            | 1.229.3130                      | 48,0 %                          | 21/21                           | 21/39                           | Angelika Pfeiffer               |
| 1998                            | 0945.1990                       | 32,7 %                          | 13/21                           | 13/37                           | Arnold Vaatz                    |
| 2002                            | 0868.1670                       | 33,6 %                          | 13/17                           | 13/29                           | Michael Luther                  |
| 2005                            | 0795.3160                       | 30,0 %                          | 14/17                           | 14/36                           | Arnold Vaatz                    |
| 2009                            | 0800.8980                       | 35,6 %                          | 16/16                           | 16/35                           | Thomas de Maizière              |
| 2013                            | 0994.6010                       | 42,6 %                          | 16/16                           | 17/33                           | Thomas de Maizière              |
| 2017                            | 0665.6880                       | 26,9 %                          | 12/16                           | 12/38                           | Thomas de Maizière              |
| 2021                            | 0422.8790                       | 17,2 %                          | 4/16                            | 7/38                            | Marco Wanderwitz                |

### Ergebnisse bei Europawahlen
| Ergebnisse bei Europawahlen | Ergebnisse bei Europawahlen | Ergebnisse bei Europawahlen | Ergebnisse bei Europawahlen | Ergebnisse bei Europawahlen |
| Jahr                        | Stimmen                     | Prozent                     | Sitze                       | Spitzenkandidat             |
| --------------------------- | --------------------------- | --------------------------- | --------------------------- | --------------------------- |
| 1994                        | 937.424                     | 39,2 %                      | 3/4                         | Jürgen Schröder             |
| 1999                        | 852.891                     | 45,9 %                      | 3/4                         | Jürgen Schröder             |
| 2004                        | 570.622                     | 36,5 %                      | 2/5                         | Lutz Goepel                 |
| 2009                        | 567.231                     | 35,3 %                      | 2/6                         | Hermann Winkler             |
| 2014                        | 559.799                     | 34,5 %                      | 2/4                         | Hermann Winkler             |
| 2019                        | 474.730                     | 23,0 %                      | 1/4                         | Peter Jahr                  |
| 2024                        | 487.909                     | 21,8 %                      | 1/4                         | Oliver Schenk               |

## Personen

### Landesvorsitzende
(seit 1945)
| Landesvorsitzender                          | Landesvorsitzender | Amtszeit             |
| ------------------------------------------- | ------------------ | -------------------- |
|                                             | Hugo Hickmann      | 1945–1950            |
|                                             | Otto Freitag       | 1950 (kommissarisch) |
|                                             | Josef Rambo        | 1950                 |
|                                             | Magnus Dedek       | 1950–1952            |
| von 1952 bis 1990 bestand kein Land Sachsen |                    |                      |
|                                             | Klaus Reichenbach  | 1990–1991            |
|                                             | Berthold Rink      | 1991 (kommissarisch) |
|                                             | Kurt Biedenkopf    | 1991–1995            |
|                                             | Fritz Hähle        | 1995–2001            |
|                                             | Georg Milbradt     | 2001–2008            |
|                                             | Stanislaw Tillich  | 2008–2017            |
|                                             | Michael Kretschmer | seit 2017            |

### Generalsekretäre
(seit 1991)
| Generalsekretär | Generalsekretär    | Amtszeit  |
| --------------- | ------------------ | --------- |
|                 | Fritz Hähle        | 1991–1995 |
|                 | Steffen Flath      | 1995–1999 |
|                 | Frank Kupfer       | 1999–2001 |
|                 | Hermann Winkler    | 2001–2004 |
|                 | Michael Kretschmer | 2004–2017 |
|                 | Alexander Dierks   | 2017–2024 |
|                 | Tom Unger          | seit 2024 |

### Fraktionsvorsitzende
(seit 1990)
| Fraktionsvorsitzender | Fraktionsvorsitzender | Amtszeit  |
| --------------------- | --------------------- | --------- |
|                       | Herbert Goliasch      | 1990–1994 |
|                       | Fritz Hähle           | 1994–2008 |
|                       | Steffen Flath         | 2008–2014 |
|                       | Frank Kupfer          | 2014–2018 |
|                       | Christian Hartmann    | seit 2018 |

### Landesgruppenvorsitzende
(seit 1990)
| Landesgruppenvorsitzender | Landesgruppenvorsitzender | Amtszeit  |
| ------------------------- | ------------------------- | --------- |
|                           | Rolf Rau                  | 1990–1992 |
|                           | Joachim Schmidt           | 1992–1999 |
|                           | Manfred Kolbe             | 1999–2000 |
|                           | Michael Luther            | 2000–2013 |
|                           | Michael Kretschmer        | 2013–2017 |
|                           | Thomas de Maizière        | 2017–2018 |
|                           | Marco Wanderwitz          | 2018–2021 |
|                           | Carsten Körber            | seit 2021 |

### Abgeordnete im Sächsischen Landtag
Im 8. Sächsischen Landtag (Legislaturperiode 2024–2029) stellt die CDU Sachsen 41 von insgesamt 120 Abgeordneten. Für die Liste der Abgeordneten siehe Liste der Mitglieder des Sächsischen Landtags (8. Wahlperiode).

### Abgeordnete im Deutschen Bundestag
Im 20. Deutschen Bundestag (Legislaturperiode 2021–2025) stellt die CDU Sachsen sieben von insgesamt 38 Abgeordneten aus Sachsen:

Carsten Körber, Jens Lehmann, Yvonne Magwas, Markus Reichel, Lars Rohwer, Christiane Schenderlein, Marco Wanderwitz.

### Abgeordnete im Europäischen Parlament
Im 9. Europäischen Parlament (Legislaturperiode 2019–2024) stellt die CDU Sachsen einen von insgesamt fünf Abgeordneten aus Sachsen:

Peter Jahr

### Sächsische Ministerpräsidenten
Die nachfolgenden Politiker waren als Ministerpräsidenten des Freistaates Sachsen Mitglied der CDU Sachsen.

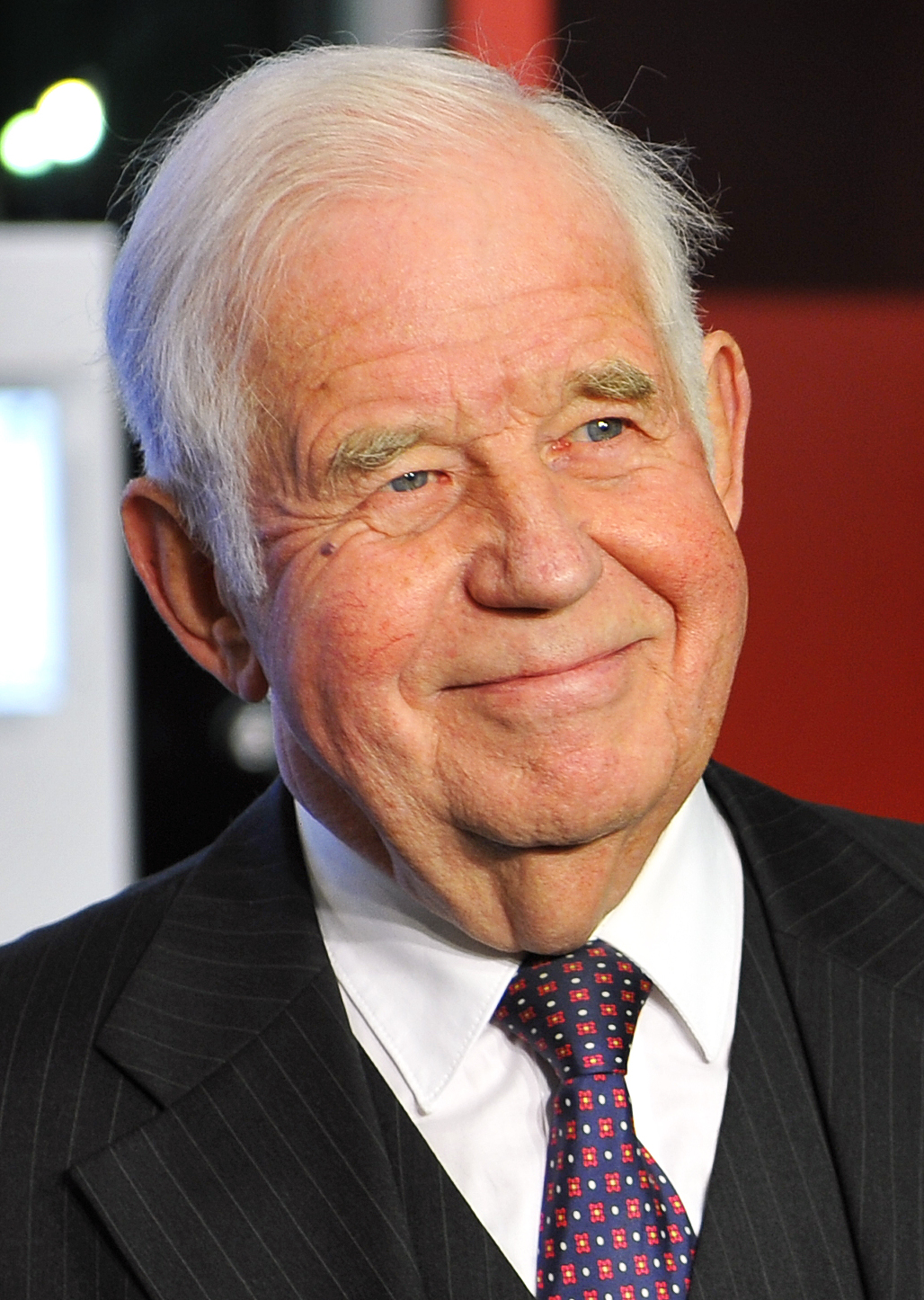
Kurt Biedenkopf 8. November 1990 bis 17. April 2002
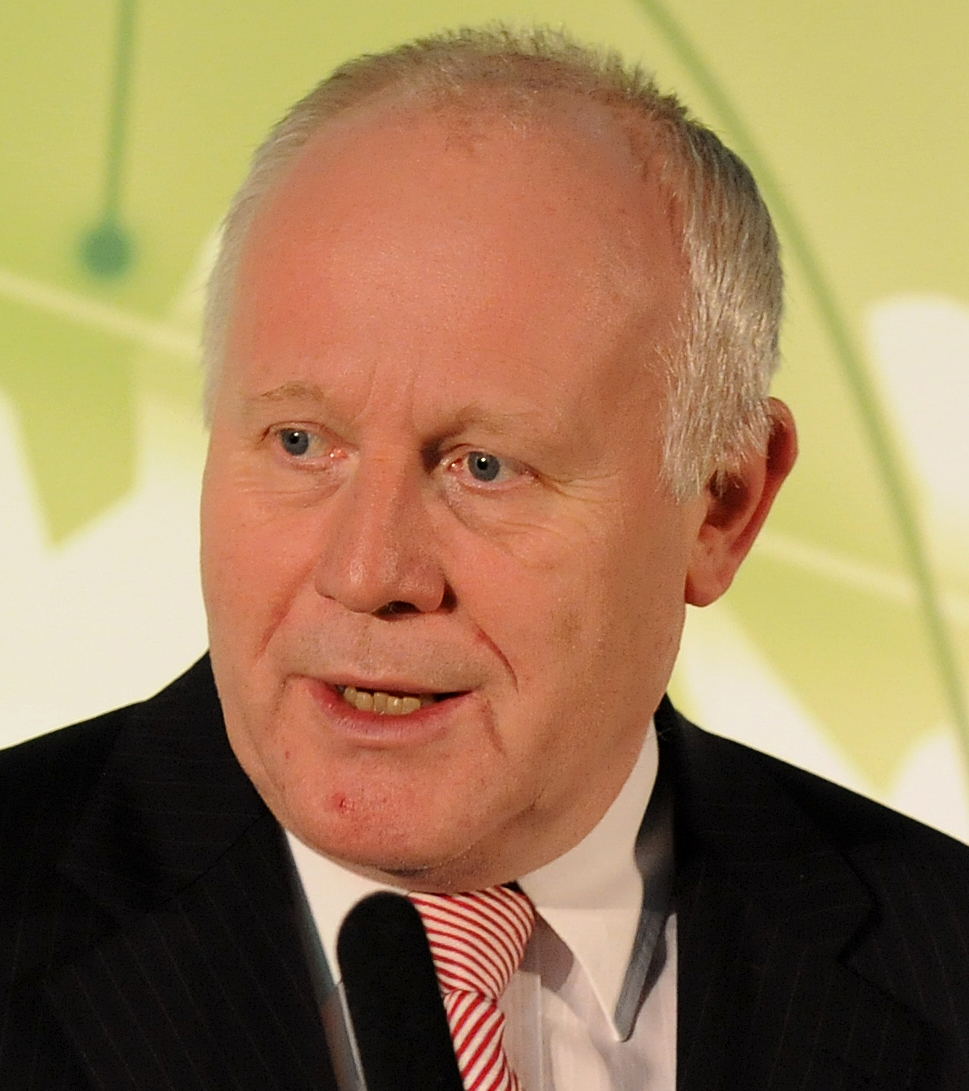
Georg Milbradt 18. April 2002 bis 27. Mai 2008
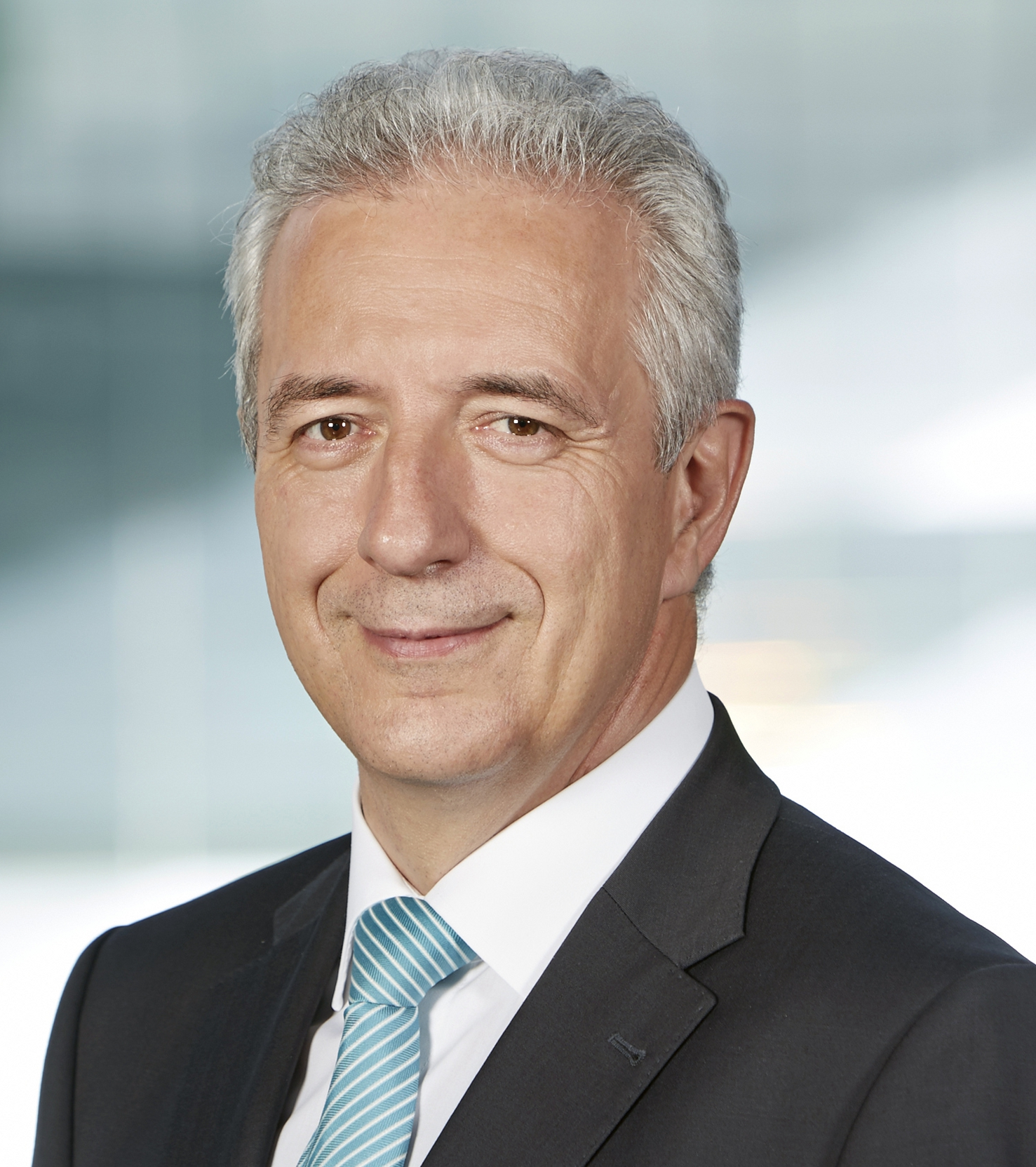
Stanislaw Tillich 28. Mai 2008 bis 12. Dezember 2017
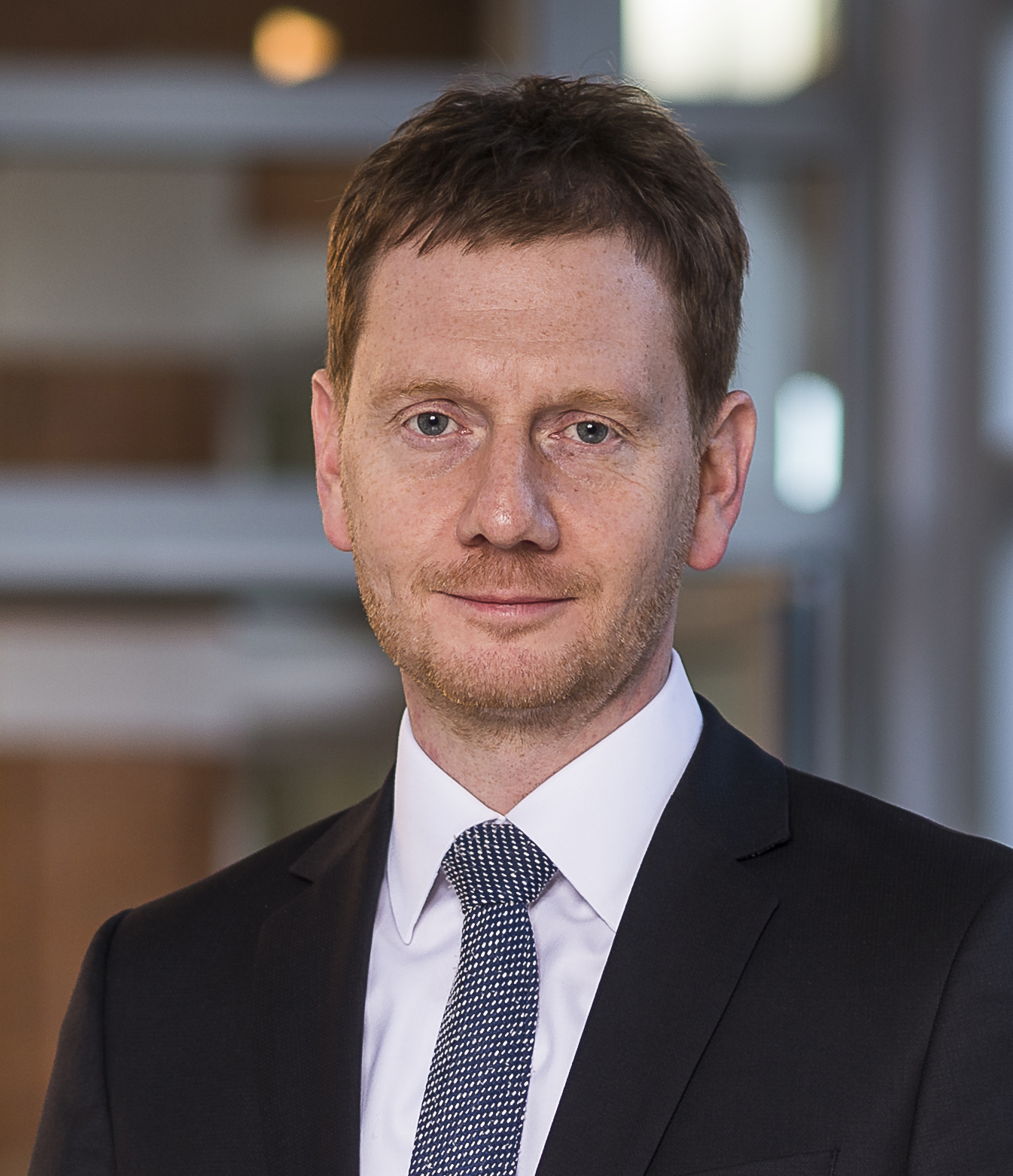
Michael Kretschmer seit 13. Dezember 2017

### Sächsische Landtagspräsidenten
Die nachfolgenden Politiker waren als Präsidenten des Sächsischen Landtages Mitglied der CDU Sachsen.

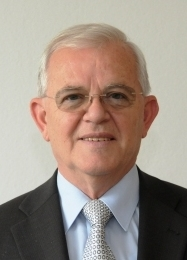
Erich Iltgen 27. Oktober 1990 bis 28. September 2009
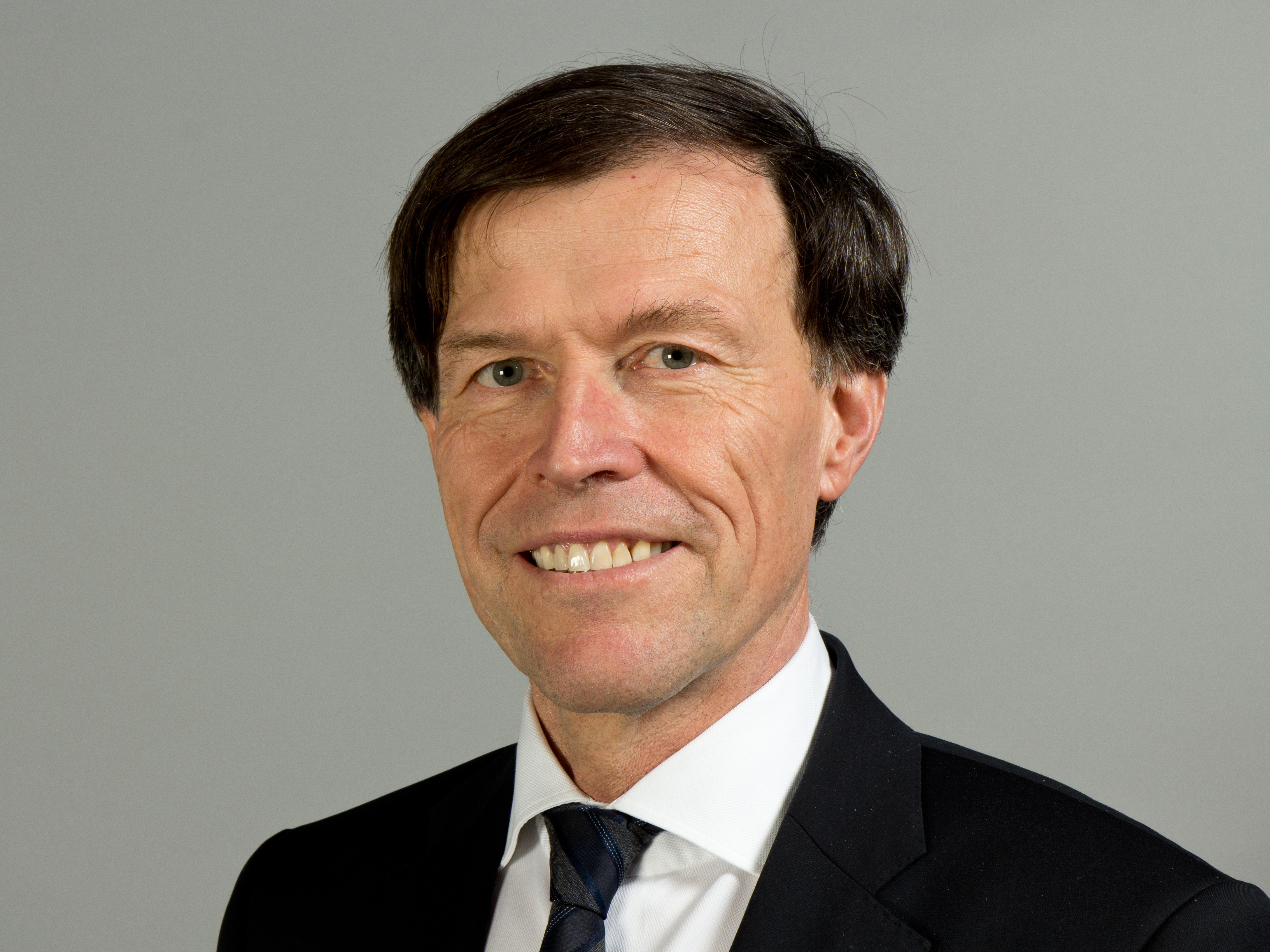
Matthias Rößler 29. September 2009 bis 30. September 2024
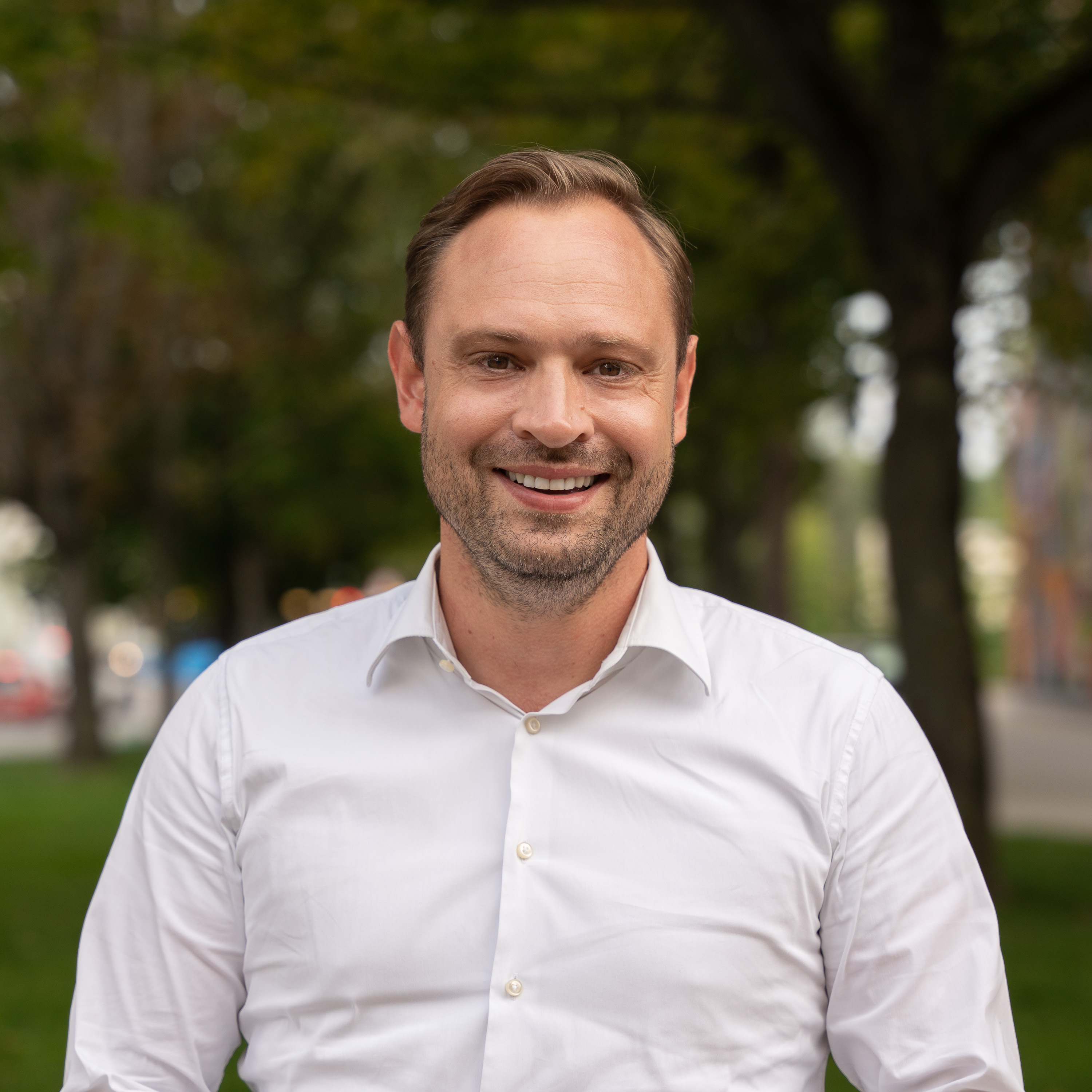
Alexander Dierks seit 1. Oktober 2024

### Bundesminister und Staatssekretäre
Die nachfolgenden Politiker waren als Minister der deutschen Bundesregierung oder Parlamentarische Staatssekretäre Mitglied der CDU Sachsen.
|  | Gottfried Haschke 24. Januar 1991 bis 21. Januar 1993: Parlamentarischer Staatssekretär im Bundesministerium für Ernährung, Landwirtschaft und Forsten im Kabinett Kohl IV |
|  | Ulrich Klinkert 4. Februar 1994 bis 17. November 1994: Parlamentarischer Staatssekretär im Bundesministerium für Umwelt, Naturschutz und Reaktorsicherheit im Kabinett Kohl IV 17. November 1994 bis 26. Oktober 1998: Parlamentarischer Staatssekretär im Bundesministerium für Umwelt, Naturschutz und Reaktorsicherheit im Kabinett Kohl V                                                                            |
|  | Johannes Nitsch 17. November 1994 bis 26. Oktober 1998: Parlamentarischer Staatssekretär beim Bundesminister für Verkehr im Kabinett Kohl V |
|  | Thomas de Maizière 22. November 2005 bis 28. Oktober 2009: Bundesminister für besondere Aufgaben und Chef des Bundeskanzleramtes im Kabinett Merkel I 28. Oktober 2009 bis 3. März 2011: Bundesminister des Innern im Kabinett Merkel II 3. März 2011 bis 17. Dezember 2013: Bundesminister der Verteidigung im Kabinett Merkel II 17. Dezember 2013 bis 14. März 2018: Bundesminister des Innern im Kabinett Merkel III |
|  | Marco Wanderwitz 14. März 2018 bis 14. Februar 2020: Parlamentarischer Staatssekretär im Bundesministerium des Innern, für Bau und Heimat im Kabinett Merkel IV 14. Februar 2020 bis 8. Dezember 2021: Parlamentarischer Staatssekretär im Bundesminister für Wirtschaft und Energie sowie Beauftragter der Bundesregierung für die neuen Bundesländer im Kabinett Merkel IV                                             |